# Gołdap
Gołdap (německy Goldap, litevsky Geldapė) je okresní město na severovýchodě Polska ve Varmijsko-mazurském vojvodství v okrese Gołdap, ležící asi 2 kilometry od hranic Polska a Kaliningradské autonomní oblasti. Na začátku roku 2024 zde žilo přes 13 184 obyvatel. Je to jediné polské město, které končí se písmenem P.